# Planodema peraffinis
Planodema peraffinis là một loài bọ cánh cứng trong họ Cerambycidae.